# لياندرو عيسى
لياندرو عيسى هو فنان قتال مختلط برازيلي، ولد في 19 سبتمبر 1983.

## وصلات خارجية
- لياندرو عيسى على موقع يو إف سي (الإنجليزية)
- لياندرو عيسى على موقع شيردوغ (الإنجليزية)
- لياندرو عيسى على موقع Tapology.com (الإنجليزية)
- لياندرو عيسى على موقع IMDb (الإنجليزية)